# Halden bei Ramsbeck
Halden bei Ramsbeck este o arie protejată (sit de importanță comunitară — SCI) din Germania întinsă pe o suprafață de 36,51 ha, integral pe uscat.

## Localizare
Centrul sitului Halden bei Ramsbeck este situat la coordonatele 51°18′41″N 8°24′35″E / 51.3114°N 8.4097°E.

## Înființare
Situl Halden bei Ramsbeck a fost declarat sit de importanță comunitară în martie 2001 pentru a proteja un număr necunoscut de specii din flora spontană și fauna sălbatică aflate în arealul zonei.

## Biodiversitate
Situată în ecoregiunea continentală, aria protejată conține 1 habitat natural: Pajiști calaminariene cu Violetalia calaminariae.
La baza desemnării sitului se află un număr nedeclarat de specii protejate.
Pe lângă speciile protejate, pe teritoriul sitului au mai fost identificate 3 specii de plante.